# 锌镉合金
鋅鎘合金，是由鋅與鎘融合在一起的合金材料。鋅鎘合金為銀白色，與鎂的顏色一樣，故俗稱為镁锌合金，但其實並沒有鎂的成份在裡面。

## 分类
- 大光面料：适用於一些大光面要求的饰品、工艺品的制作；其特性為流动性好、韧性好、光面好，容易進行抛光、焊接等加工，熔点为300℃左右。
- 中光面料：适用於有难度的中光面料；其特性與大光面相同，熔点在320℃左右。
- 小光面料：适用於强度硬度大的小光面产品的制作；其特性為流动性好、韧性较差、光面好，容易進行抛光、焊接等加工，熔点为350℃—380℃左右。